# Alexandru Roșca
Alexandru Roșca (n. 23 august 1906, Călata, comitatul Cluj – d. 17 februarie 1996, Cluj) a fost un psiholog român, unul dintre părinții școlii clujene de psihologie, membru titular al Academiei Române. Și-a trădat colegii (Nicolae Mărgineanu) pentru a da bine regimului comunist.  Drept rasplata a primit titlul de Om de știință emerit al Republicii Socialiste România.

## Opera
Studii universitare la Cluj, în 1930 devenind doctor în filosofie cu o teză asupra dimensiunii inteligenței și a debilității mintale. Din 1926 a trecut prin toate gradele didactice, de la preparator la profesor (din 1947); șef al Catedrei de psihologie (1946–1976) la Facultatea de Filosofie a Universității din Cluj. Între 1965 și 1971 a fost director al Institutului de Psihologie din București. A desfășurat o intensă activitate științifică. S-a preocupat de aspectele multidimensionale ale gândirii, de creativitatea și gândirea creativă, de căile de detectare și formare a aptitudinilor științifice; de promovarea metodei experimentale în psihologie, demonstrând însemnătatea folosirii acesteia în studiul fenomenelor psihice, necesitatea îmbinării metodei experimentale cu cea statistică etc.
- Debilitatea mintală. Aspectul psihologic, pedagogic și social al copiilor debili mintali (1931);
- Psihopatologia deviaților mintali. Diagnoză, triare și reeducare. Organizarea clinicilor psihologice, institutelor de educație corectivă și închisorilor (1931);
- Delincventul minor (1932);
- Adaptarea socială (1938)
- Psihologia intereselor (1938);
- Valoarea autoevaluării (1940);
- Copiii superior dotați (1941);
- Selecția valorilor (1943);
- Motivele acțiunilor umane (1943);
- Tehnica psihologiei experimentale și practice (1947);
- Studii de psihologie pedagogică (1958);
- Probleme de defectologie (1959, 1963);
- Tratat de psihologie experimentală (1963);
- Psihologia generală (1966);
- Creativitate, modele, programare (1967);
- Psihologia muncii industriale (1967);
- Determinismul psihologic (1971);
- Metodologie și tehnici experimentale în psihologie (1971);
- Elaborarea și testarea ipotezelor în psihologie (1971);
- Aptitudinile (1972);
- Psihologie generală (1976);
- Sinteze de psihologie generală (4 vol., 1980–1987);
- Creativitatea generală specifică (1981).

## Distincții
- titlul de Om de știință emerit al Republicii Socialiste România (26 iunie 1969) „în semn de prețuire a personalului didactic pentru activitatea meritorie în domeniul instruirii și educării elevilor și studenților și a contribuției aduse la dezvoltarea învățămîntului și culturii din patria noastră”[3]

Membru în Comitetul director al Asociației Internaționale de Psihologie Aplicată (1968–1978), membru (1967–1976) și vicepreședinte (1970) al Biroului Asociației de Psihologie Științifică de limbă franceză și membru asociat străin al Societății de Psihologie din Franța, vicepreședinte (1964–1965) și președinte (1966–1990) al Asociației Psihologilor din România.